# Pteropus aldabrensis
Pteropus aldabrensis е вид бозайник от семейство Плодоядни прилепи (Pteropodidae). Видът е световно застрашен, със статут Уязвим.

## Разпространение
Разпространен е в Сейшели (Алдабра).